# Точка кипения (фильм, 1990)
«Точка кипения» (яп. 3-4×10月 Сан тай ён эккусу дзюгацу) (англ. Boiling Point) — фильм Такэси Китано.

## Создание
Второй фильм Китано в качестве режиссёра и первый в роли сценариста. Получив полный контроль над сценарием и режиссурой, Китано удалось в этом фильме заложить основы своего необычного авторского стиля, характерными элементами которого являются шокирующая жестокость, причудливый чёрный юмор и долгие статичные кадры.

## Сюжет
Главный герой фильма Масаки — заурядный молодой человек, работающий на автозаправке и играющий в любительской бейсбольной команде. Повздорив на заправке с членом местного клана якудза, Масаки невольно вмешивает в конфликт тренера команды, который попытался за него заступиться. Собираясь отомстить гангстерам за избитого тренера, вместе с приятелем Кацуо Масаки отправляется на Окинаву, о которой ходят слухи, что там можно купить на чёрном рынке оружие, поступающее с американской военной базы.
На Окинаве приятели знакомятся с якудзой-маргиналом Уэхарой, которому за его возмутительное поведение босс клана назначил штраф и приказал отрубить палец в знак извинений, и его помощником Тамаги.

## В ролях
- Масахико Оно — Масаки
- Минори Иидзука — Кацуо
- Бит Такэси — Уэхара
- Кацуо Токасики — Тамаги
- Юрико Исида — Саяка
- Гадаруканару Така — Игути

Кацуо Токасики, исполнивший роль Тамаги, профессиональный боксёр, бывший чемпион мира по версии WBA в лёгком весе.